# 430 a.C.
Il 430 a.C. (CDXXX a.C. in numeri romani) è un anno  del V secolo a.C.

## Eventi
- Grecia:
  - Aspasia, seconda moglie di Pericle, venne accusata di lenocinio (sfruttamento della prostituzione) probabilmente da Tucidide, nel tentativo di attaccare la potente figura dello stratego ateniese.
  - Atene viene assediata da Sparta; all'interno delle Lunghe Mura ateniesi scoppia un'epidemia di tifo e peste
- Roma: 
  - Consoli Lucio Papirio Crasso II e Lucio Giulio Iullo

## Nati
- Dionisio I di Siracusa, militare e politico siceliota († 367 a.C.)
- Filisto di Siracusa, storico e militare siceliota († 356 a.C.)
- Tarripa, re († 392 a.C.)

## Morti
- Lucio Quinzio Cincinnato, politico e generale romano